# Baudinard-sur-Verdon
Baudinard-sur-Verdon (Bèudiran en occitan provençal, "Beoudiran") là một xã, thuộc tỉnh Var trong vùng Provence-Alpes-Côte d’Azur, Pháp. Xã này có diện tích 21,97 km², dân số 151 người. Xã này nằm ở khu vực có độ cao trung bình 650 mét trên mực nước biển.

## Biến động dân số
| Năm | 1962 | 1968 | 1975 | 1982 | 1990 | 1999 | 2005 | 2006 |
| --- | ---- | ---- | ---- | ---- | ---- | ---- | ---- | ---- |
| Dân số | 88   | 40   | 37   | 49   | 67   | 120  | 146  | 151  |
| From the year 1962 on: No double counting—residents of multiple communes (e.g. students and military personnel) are counted only once. |      |      |      |      |      |      |      |      |